# Eutelia histrio
Eutelia histrio là một loài bướm đêm trong họ Noctuidae.